# Ádámok és Évák ünnepe
Az Ádámok és Évák ünnepe a szolnoki Szigligeti Színház középiskolák számára szervezett színészi vetélkedője és előadássorozata. A rendezvény célja a fiatalok közelebb színházhoz és a magyar drámairodalomhoz, méghozzá olyan formában, hogy a diákok adják elő olyan klasszikusok színeit, mint Az ember tragédiája, a Bánk bán vagy a Csongor és Tünde. Az ötletgazdák Balázs Péter színházigazgató és Kiss József művészeti vezető voltak. Az első Ádámok és Évákat 2010. január 18-án rendezték meg tizenegy iskola és csoport részvételével. A szolnoki színház példáját követve a Veszprémi Petőfi Színház Paradicsomtól a pokolig címmel indított hasonló programot, míg a Soproni Petőfi Színház, a debreceni Csokonai Színház, a zalaegerszegi Hevesi Sándor Színház, a keszthelyi Balaton Színház, a Békéscsabai Jókai Színház és a dunaújvárosi Bartók Kamaraszínház eredeti nevén vették át az ötletet.

## 2010
Az első Ádámok és Évák előadásán Az ember tragédiáját mutatták be. A színeket tizenegy szolnoki középiskola és csoport között sorsolták ki a drámai költemény bemutatójának évfordulójának (a Magyar Dráma Napjának) másnapján, 2009. szeptember 22-én.
| Iskola/csoport                                                                                    | Szín                                                           |
| ------------------------------------------------------------------------------------------------- | -------------------------------------------------------------- |
| Szolnoki Szolgáltatási Szakközép- és Szakiskola Ruhaipari Tagintézmény                            | Negyedik szín: Egyiptom Tizenkettedik szín: Falanszter         |
| Széchenyi István Gimnázium                                                                        | Kilencedik szín: Párizs Tizenötödik szín: A paradicsomon kívül |
| Varga Katalin Gimnázium                                                                           | Hetedik szín: Konstantinápoly Tizedik szín: Prága II.          |
| Vásárhelyi Pál Közgazdasági és Idegenforgalmi Két Tanítási nyelvű Szakközépiskola                 | Tizenegyedik szín: London Tizennegyedik szín: Eszkimó-világ    |
| Tiszaparti Gimnázium és Humán Szakközépiskola                                                     | Második szín: A paradicsomban Hatodik szín: Róma               |
| Liget Otthon Fogyatékos Intézet                                                                   | Első szín: A mennyekben                                        |
| Városi Kollégium                                                                                  | Első szín: A mennyekben                                        |
| Verseghy Ferenc Gimnázium                                                                         | Ötödik szín: Athén Tizenharmadik szín: Az űr                   |
| Szolnoki Szolgáltatási Szakközép- és Szakiskola Egészségügyi és Szociális Tagintézmény            | Harmadik szín: A paradicsomon kívül Nyolcadik szín: Prága      |
| Liska Enikő és társai (Szandaszőlősi Általános Iskola)                                            | Első szín: A mennyekben                                        |
| Szolnoki Szolgáltatási Szakközép- és Szakiskola Pálfy János Műszeripari és Vegyipari Tagintézmény | Első szín: A mennyekben                                        |
| Teátrum Alapfokú Művészetoktatási Intézmény                                                       | Első szín: A mennyekben                                        |

Később a Teátrum Alapfokú Művészetoktatási Intézmény visszalépett. A próbafolyamatok során a színház művészei segítették a diákkörök munkáját. Az elkészült előadásban 250 diák játszott a színpadon, és számos más diák vett részt egyéb módon a produkció elkészültében. A színek közti szünetben a Varga Katalin Gimnázium diákjai (Bartha Ágnes és Kiss Norbert) adták elő Karinthy Frigyes Az emberke tragédiája című művét.
A telt házas premierre 2010. január 18-án került sor. Már ekkorra elfogytak a jegyek a második, február 1-jei előadásra. Az előadásról a Szolnok TV tévéfelvételt készített, melynek premierje február 7-én volt. A program fővédnöke Jókai Anna írónő volt, a további védnökei Szalay Ferenc polgármester és Balázs Péter igazgató. A zsűri Jókai Anna, Balázs Péter, Kiss József művészeti vezető, dr. Kállay Mária alpolgármester és Molnár László színművész voltak.
Különdíjat Barta Ágnes és Kiss Norbert (Varga Katalin Gimnázium; Az emberke tragédiája), a Liget Otthon, Ambrus János (Varga Katalin Gimnázium [Konstantinápoly], Városi Kollégium; Lucifer) és Roszik András (Tiszaparti Gimnázium [A paradicsomban, Róma]; Ádám) kaptak. A legjobb epizódszereplő a konstantinápolyi szín Helénája, Fekete Réka (Varga Katalin Gimnázium) lett. A legjobb Lucifer díját Varga Zsófia (SZOLGSZI Vásárhelyi Pál Tagintézmény; londoni szín), a legjobb Éváét Farkas Nóra (Tiszaparti Gimnázium), a legjobb Ádámét Klement Szabolcs (Széchenyi István Gimnázium; A paradicsomon kívül) kapta. A legjobb szín a római szín lett (Tiszaparti Gimnázium).

## 2011
A következő Ádámok és Évák ünnepének témája a Biblia volt.
| Iskola/csoport                                         | Versek |
| ------------------------------------------------------ | --- |
| SZOLGSZI Vásárhelyi Pál Közgazdasági Tagintézmény      | Valami elkezdődik - Teremtés (I. Móz. 1,1-2,4) - Jézus születése (Lk. 1,1-2,20 és Mt 1,1-2,23) |
| Liget Otthon és Humán Magán Gimnázium                  | Valahol valami eltörött – szakítás Istennel - Bűneset (I. Móz. 3) - Tékozló fiú (Lk. 15,11-32) |
| Verseghy Ferenc Gimnázium                              | Hiányzik Isten - Kain és Ábel (I. Móz. 4) - Házasságtörő nő (Jn 8,1-12) |
| Városi Kollégium                                       | Hogyan értsünk szót? - Bábel (I. Móz. 11,1-9) - A hegyi beszéd (Mt. 5-7) – a Tízparancsolattal párhuzamban; esetleg a magvető példázata (Mt 13,1-23) |
| SZOLGSZI Kereskedelmi és Vendéglátóipari Tagintézmény  | Isten gondoskodik - Manna, víz fakad a sziklából (II. Móz. 16,1-15; II. Móz. 17,1-7) - Az ötezer ember megvendégelése (Mt 14, 13-21) |
| SZOLGSZI Egészségügyi Tagintézmény                     | Isten gyógyít - A leprás Naámán (Királyok 2. könyve 5. fejezet) - Jézus és a tíz leprás (Lukács ev. 17:11-19) |
| Széchenyi István Gimnázium                             | Isten tanít - A Tízparancsolat, és a törvény összefoglalása, a „Szeresd az Urat, a te Istenedet, teljes szívedből, teljes lelkedből és teljes erődből” és „Szeresd felebarátodat, mint magadat!” (Mózes 2. könyve 20. fejezet, később 5. könyv) - Jézus példázata az irgalmas samáriairól (Lk. 10,25kk) (Ld. Mt 5,43-44) |
| Szolnoki Műszaki Szakközépiskola Pálfy Tagintézmény    | Az elhívás - Mózes elhívása (II. Móz. 2 kk) - Jézus megkeresztelése, megkísértése (Mt. 3,13-4,11) (esetleg hozzá a béna ember meggyógyítása (Mk 2,1-12) |
| SZOLGSZI Ruhaipari Tagintézmény                        | A küldetés - József és testvérei (álmok, mélypont, rehabilitáció) (Mózes 2. könyve 37, 39-45) - Jézus megmossa tanítványai lábát (Jn. 13,1-20 és 31-35) és/vagy Jn 21,1-19; és/vagy: Mt.28,16-20) |
| Varga Katalin Gimnázium                                | Az áldozat - Ábrahám próbája (I Mózes 22:1-18, előzmény: 18:9-15, 21:1-8) - Jézus kereszthalála, a kárpit kettéhasad… (Máté ev. 27:27-54, hozzá: Simeon próféciája Lukács ev. 2:34-35) |
| Szolnoki Műszaki Szakközépiskola Gépipari Tagintézmény | Feltámadás - Dávid, aki új lehetőséget kap (II Sámuel 11.-12. fej.) benne: Nátán példázata („Te vagy az az ember…”), hozzá: 51. Zsoltár (katolikus: 50. Zsoltár) - Jézus feltámadása, megjelenik a tanítványoknak (János evangéliuma alapján)                                                                            |
| Waldorf Iskola Gimnáziuma                              | A Szentlélek érkezése - Illés próféta története (I. Királyok 17-19, különösen 19,12) „A tűz után halk és szelíd hang hallatszott” (Ld. Zakariás 4,6!) - Pünkösd (ApCsel 2.) |
| Tiszaparti Gimnázium és Humán Szakközépiskola          | A keresztyénség mindenkié - Jónás története (Jónás könyve) - Péter és Kornéliusz, apostoli zsinat (ApCsel 10-11) |

Az előadások február 8-án és 15-én voltak, a felvételt február 20-án sugározta a Szolnok TV. Az est díszvendége ismét Jókai Anna volt.
A Magyar Teátrumi Társaság díját a Liget Otthon kapta, a Szolnoki Ökumenikus Lelkészkör díját a Varga Katalin Gimnázium és a Verseghy Ferenc Gimnázium, a város különdíját a Varga Katalin Gimnázium, míg a legötletesebb megvalósítás és legjobb rendezés díját a Varseghy Ferenc Gimnázium (Dobozy Péter). Az epizódszerepekért járó díjakat Klement Szabolcs (Vásárhelyi Tagintézmény) és Novák Zsófia (Verseghy Ferenc Gimnázium), a főszerepekért Bóta István (Tiszaparti Gimnázium) és Varga Zsófia (Vásárhelyi Tagintézmény) érdemelték ki.

## 2012
A harmadik szolnoki Ádámok és Évák tematikája a magyar mondavilág volt.
| Iskola/csoport                                                                           | Monda/rege                                        |
| ---------------------------------------------------------------------------------------- | ------------------------------------------------- |
| SZOLGSZI Vásárhelyi Pál Közgazdasági és Idegenforgalmi Két Tanítási Nyelvű Tagintézménye | Hunor és Magor (A csodaszarvas)                   |
| Magiszter Alapítványi Gimnázium és Művészeti Szakközépiskola                             | Attila (Buda, Isten kardja)                       |
| Városi Kollégium                                                                         | Álmos (Emese álma, vérszerződés)                  |
| Verseghy Ferenc Gimnázium                                                                | A fehér ló (Szvatopluk)                           |
| Tiszaparti Gimnázium és Humán Szakközépiskola                                            | Lehel kürtje                                      |
| Szolnoki Műszaki Szakközép- és Szakiskola Pálfy Tagintézménye                            | Botond                                            |
| SZOLGSZI Ruhaipari Tagintézménye                                                         | A szentgalleni kaland                             |
| SZOLGSZI Egészségügyi, Szociális Tagintézmény                                            | A Szent Korona                                    |
| Szolnoki Műszaki Szakközép- és Szakiskola Jendrassik György Gépipari Tagintézménye       | Szent István tettei (A veszprémi Gizella kápolna) |
| SZOLGSZI Kereskedelmi és Vendéglátóipari Tagintézmény                                    | Korona és kard                                    |
| Liget Otthon                                                                             | Szent László tettei                               |
| Széchenyi István Gimnázium                                                               | Szent Erzsébet                                    |
| Varga Katalin Gimnázium                                                                  | Jankula                                           |
| Humán Intézet Gimnázium, Alapfokú Művészetoktatási Intézmény és Kollégium                | Mátyás király tettei                              |

A sorrendről a 2012. január 23-i színházi próbán döntöttek. Az elkészült produkciók előadásait 2012. február 7-én és 10-én tartották, róluk ismét a Szolnok TV készített felvételt, melyet február 21-én sugároztak. A zsűri tagjai dr. Kállai Mária alpolgármester, Jókai Anna Kossuth-díjas író, Jankovics Marcell Kossuth-díjas kultúrtörténész, rajzfilmrendező, Valkó Mihály tanár, közíró és dr. Horváth László múzeumigazgató voltak.
Az epizódalakítások díjait Karkecz Konrád (Magiszter Alapítványi Gimnázium és Művészeti Szakközépiskola) és Novák Zsófia (Verseghy Ferenc Gimnázium), a főszereplők díjait Kovács Olivér (Jendrassik György Tagintézmény) és Lapis Dorottya (Széchenyi István Gimnázium) kapták. A megvalósítás díját a Tiszaparti Gimnázium (Csengeri Gábor) érdemelte ki. A város különdíját a Széchenyi István Gimnázium, illetve szép kiejtésükért Hám Réka Ágnes (Tiszaparti Gimnázium) és Papp Zoltán (Magiszter Alapítványi Gimnázium és Művészeti Szakközépiskola) kapták. A Magyar Teátrumi Társaság különdíját a Pálfy Tagintézménynek ítélték oda.

## 2013
A negyedik Ádámok és Évákon magyar népmeséket dolgoztak fel a diákok.
| Iskola/csoport                                                                                        | Mese                            |
| --- | ------------------------------- |
| Szolnoki Műszaki Szakközép- és Szakiskola Gépipari Tagintézmény                                       | A királykisasszony jegyei       |
| Városi Kollégium                                                                                      | Kacor király                    |
| Humán Intézet Gimnázium Alapfokú Művészetoktatási Intézmény és Kollégium                              | A kiskakas gyémánt félkrajcárja |
| Szolnoki Műszaki Szakközép- és Szakiskola Pálfy-Vízügyi Tagintézmény                                  | Bohóka és Katóka                |
| SZOLGSZI Kereskedelmi és Vendéglátóipari Tagintézmény                                                 | Didergő király                  |
| SZOLGSZI Vásárhelyi Pál Közgazdasági, Egészségügyi és Idegenforgalmi Két Tanítási Nyelvű Tagintézmény | Az aranybornyú                  |
| Verseghy Ferenc Gimnázium                                                                             | Árgyélus és Tündérszép Ilona    |
| Liget Otthon                                                                                          | A só                            |
| Tiszaparti Római Katolikus Általános Iskola és Gimnázium                                              | Szegény ember hegedűje          |
| SZOLGSZI Ruhaipari Tagintézménye                                                                      | A rátóti csikótojás             |
| Varga Katalin Gimnázium                                                                               | Rest Miska                      |
| MAGISZTER Alapítványi Gimnázium és Művészeti Szakközépiskola                                          | Az állatok nyelvén tudó juhász  |
| Széchenyi István Gimnázium                                                                            | Hamupipőke királyfi             |
| Dr. Hegedűs T. András Alapítványi Szakiskola                                                          | Zöld Péter                      |

A 2013-as előadásokat február 5–6-án tartották. A zsűriben dr. Kállai Mária kormánymegbízott, Bán János, a megyei hírlap főszerkesztője, Szutorisz-Szügyi Csongor, a Klebelsberg Intézményfenntartó Központ tankerületi igazgatója, Gecse Annabella néprajzkutató és
Balázs Péter színész–színházigazgató foglaltak helyet.
Az epizódszereplők közül díjat kapott Kiss Attila (csősz, Ruhaipari Tagintézmény) és Maróti Kinga (Nyiszi-Nyuszi, Városi Kollégium), míg a főszereplők közül Bozsó Áron (Bohóka, Pálfy-Vízügyi Tagintézmény) és Tóth Vivien (Kacor király, Városi Kollégium). Az ötletes megvalósításért az Országos Roma Önkormányzat kapott díjat (Dr. Hegetűs T. András Szakiskola), a legügyesebb csapatét pedig a Verseghy Ferenc Gimnázium. Kiejtési díjat Mester Nikolett (narrátor, Vásárhelyi Pál Tagintézmény) és Molnár Patrik (gazda, Humán Intézet Gimnázium) kaptak. A Magyar Teátrumi Társaság Különdíját a Varga Katalin Gimnázium előadása kapta.